# 馬什敦 (特拉華州)
馬什敦（英語：Marshtown）是位於美國特拉華州蘇塞克斯縣的一個非建制地區。該地的面積和人口皆未知。

## 地理
馬什敦的座標為38°41′36″N 75°09′50″W / 38.69333°N 75.16389°W，而該地的平均海拔高度為6米（即20英尺）。